# Ivan Koloff
James Perras (nascido Oreal James Perras; Montreal, 25 de agosto de 1942 — Winterville, 18 de fevereiro de 2017), mais conhecido como "The Russian Bear" Ivan Koloff foi um lutador de luta livre profissional canadense. Apesar de ser conhecido pela alcunha "The Russian Bear", Koloff nasceu no Canadá. Na sua carreira, destacam-se títulos como os conquistados na Championship Wrestling from Florida, Georgia Championship Wrestling, World Wrestling Council e principalmente na Jim Crockett Promotions. Koloff também conquistou o WWF World Heavyweight Championship por uma vez em sua passagem pela World Wrestling Federation (WWF).
Morreu em 18 de fevereiro de 2017, aos 74 anos, de câncer de fígado. 

## Na luta livre
- Movimentos de finalização
  - Bearhug[8]
  - Russian Neckbreaker (Arm trap neckbreaker)
  - Russian Sickle (Jumping lariat)
- Movimentos secundários
  - Backbreaker
  - Cobra clutch
  - Diving knee drop
  - Running STO
- Alcunhas
  - "The Russian Bear"[2]
- Managers
  - Bert Prentice
  - Freddie Blassie
  - Gary Hart
  - Gene Anderson
  - Johnny Valiant
  - Karl Kovac
  - Kevin Case
  - Lou Albano[3]
  - Oliver Humperdink[9][10]
  - Paul Jones
  - The Saint
  - Tony Angelo
- Lutadores gerenciados por Koloff
  - Kid Kash
  - Nikita Koloff

## Campeonatos e prêmios
- American Championship Wrestling
  - ACW United States Championship (1 vez)[11]
- Atlantic Coast Wrestling
  - ACW Tag Team Championship (1 vez) – com Vladimir Koloff[11]
- Championship Wrestling from Florida
  - NWA Florida Tag Team Championship (5 vezes) – com Pat Patterson (1), Masa Saito (3) e Nikolai Volkoff (1)[1]
  - NWA Southern Heavyweight Championship (versão da Flórida) (1 vez)
- Coastal Real Extreme Wrestling
  - CREW Heavyweight Championship (1 vez)
- CWF Mid-Atlantic
  - CWF Mid-Atlantic Tag Team Championship (1 vez) – com Sean Powers
- Georgia Championship Wrestling
  - NWA Georgia Tag Team Championship (7 vezes) – com  Ole Anderson (5) e Alexis Smirnoff (2)[1]
- Great Lakes Wrestling Association
  - GLWA United States Heavyweight Championship (1 vez)[11]
- International Wrestling Alliance
  - IWA World Tag Team Championship (1 vez) – com Maurice Vachon[1]
- International Wrestling Association (Montreal)
  - IWA International Heavyweight Championship (1 vez)
- Maple Leaf Wrestling
  - NWA Canadian Heavyweight Championship (versão de Toronto) (1 vez)
- Masterz of Mayhem
  - MoM USWA North American Heavyweight Championship (1 vez)[11]
- Mid-Atlantic Championship Wrestling/Jim Crockett Promotions
  - NWA Mid-Atlantic Heavyweight Championship (4 vezes)[1]
  - NWA Mid-Atlantic Tag Team Championship (1 vez) – com Don Kernodle
  - NWA Mid-Atlantic Television Championship (2 vezes)[1]
  - NWA Television Championship (3 vezes)
  - NWA United States Tag Team Championship (2 vezes) – com Krusher Khruschev (1) e Dick Murdoch (1)
  - NWA World Six-Man Tag Team Championship (2 vezes) – com Nikita Koloff e Krusher Khruschev (Baron von Raschke e Krusher lesionado) (1), The Barbarian e The Warlord (1)
  - NWA World Tag Team Championship (versão do Meio Atlântico) (5 vezes) – com Nikita Koloff (1), Nikita Koloff e Krusher Khruschev (1), Ray Stevens (1), Don Kernodle (1) e Manny Fernandez (1)[1]
- Mid-Atlantic Wrestling Alliance
  - MAWA Heavyweight Championship (1 vez)[11]
- NWA Charlotte
  - NWA Charlotte Legends Championship (1 vez)
- Professional Wrestling Hall of Fame and Museum
  - (Classe de 2011)[12]
- Southern Championship Wrestling
  - SCW Hall of Fame (Classe de 1999)[13]
- Virginia Wrestling Association
  - VWA Heavyweight Championship (1 vez)[11]
- Western Ohio Wrestling
  - WOW International Heavyweight Championship (1 vez)[11]
- World Wide Wrestling Federation
  - WWWF World Heavyweight Championship (1 vez)[1]
- World Wrestling Association
  - WWA World Heavyweight Championship (1 vez)[1]
- World Wrestling Council
  - WWC Puerto Rico Heavyweight Championship (1 vez)[1]
- Wrestling Observer Newsletter
  - Wrestling Observer Newsletter Hall of Fame (Classe de 2015)[14]